# Pusta, Sălaj
Pusta este o localitate componentă a orașului Șimleu Silvaniei din județul Sălaj, Transilvania, România. Din cei 1.867 de locuitori, circa 95% sunt romi.

 Acest articol despre o localitate din județul Sălaj este deocamdată un ciot. Puteți ajuta Wikipedia prin completarea lui.